# As bestas
As bestas, talvolta As bestas - La terra della discordia, è un film del 2022 diretto da Rodrigo Sorogoyen.

## Trama
Olga e Antoine, due coniugi francesi, si sono trasferiti in un piccolo paesino diroccato nella campagna galiziana per dedicarsi all'agricoltura sostenibile, ma l'offerta di un'azienda di energia eolica sarà il catalizzatore di una faida tra i forestieri e gli abitanti del paese, in particolare due fratelli, vicini di casa della coppia.

## Eventi reali
Il film è ispirato a un fatto di cronaca nera avvenuto nel 2010 a Santoalla, una parroquia civil nel comune di Petín, in Galizia, ovvero l'omicidio dell'olandese Martin Albert Verfondern. Verfondern era stato per oltre un decennio l'unico abitante di Santoalla, oltre alla moglie Margo Pool, con cui vi s'era trasferito nel 1997 in cerca di un luogo «senza il nucleare», ai coniugi Manuel Rodríguez e Jovita González, e ai loro due figli Juan Carlos e Julio Rodríguez González.
Inizialmente amichevole e improntato alla condivisione, il rapporto tra le due famiglie, che abitavano ai lati opposti del villaggio, si raffreddò a causa della scoperta di Verfondern di possedere dei diritti sugli oltre 500 ettari di foresta attorno a Santoalla. Il delitto maturò a seguito di un contenzioso nato dal rifiuto di Verfondern dei 6 000 € promessi da un'azienda energetica per l'installazione di 25 pale eoliche nella zona.
Dal febbraio 2009 fino alla sua scomparsa, Verfondern ha documentato con filmati e registrazioni le minacce che riceveva quotidianamente dagli assassini, sfociate poi in sabotaggi del raccolto, uccisioni di capi di bestiame e inquinamento delle acque del fiume con della spazzatura. Il 19 gennaio 2010 Verfondern scomparve dopo essersi recato la mattina in paese con la sua Chevrolet S-10 Blazer a fare la spesa. La Guardia Civil indagò, senza trovare nulla che incriminasse i Rodríguez.
Nel giugno 2014 i resti decomposti di Verfondern sono stati rinvenuti nel bosco, a circa 12 km di distanza da Santoalla. Juan Carlos e Julio Rodríguez hanno confessato l'omicidio poco dopo: il primo, incrociato Verfondern per strada, al termine di un litigio gli aveva sparato dal finestrino col fucile da caccia di famiglia, mentre il secondo ne aveva occultato il corpo e il veicolo. Juan Carlos, affetto da gravi disabilità mentali, è stato condannato a 10 anni di carcere. Dopo la morte di Manuel e Jovita, avvenuta durante il processo ai figli, Pool è rimasta l'unica residente di Santoalla, dove ha seppellito le ossa del marito.
Il film reca, al termine dei titoli di coda, la dedica "a Margo".

## Distribuzione
Il film è stato presentato in anteprima il 26 maggio 2022 al 75º Festival di Cannes, dov'era stato inserito nella sezione non competitiva Cannes Première in un secondo momento. È stato distribuito nelle sale cinematografiche francesi da Le Pacte a partire dal 20 luglio 2022 e in quelle spagnole da A Contracorriente a partire dall'11 novembre 2022.
In Italia, è stato presentato in anteprima alla Festa del cinema di Roma il 18 ottobre 2022, venendo distribuito nelle sale cinematografiche da Movies Inspired a partire dal 13 aprile 2023.

## Accoglienza

### Incassi
Il film ha incassato l'equivalente di 10,2 milioni di dollari in tutto il mondo, di cui 7,7 in Spagna, dove è risultato il 6º miglior incasso dell'anno per un film spagnolo (considerando solamente i 3,5 milioni di euro incassati entro la fine del 2022).

## Riconoscimenti
- 2022 - Tokyo International Film Festival[14]
  - Grand Prix
  - Miglior regista a Rodrigo Sorogoyen
  - Miglior attore a Denis Ménochet
- 2023 - Premio César[15]
  - Miglior film straniero
- 2023 - Premio Goya[16][17]
  - Miglior film
  - Miglior regista a Rodrigo Sorogoyen
  - Miglior attore protagonista a Denis Ménochet
  - Miglior attore non protagonista a Luis Zahera
  - Miglior sceneggiatura ad Isabel Peña e Rodrigo Sorogoyen
  - Miglior fotografia a Álex de Pablo
  - Miglior montaggio a Alberto del Campo
  - Miglior colonna sonora a Olivier Arson
  - Miglior sonoro a Aitor Berenguer, Fabiola Ordoyo e Yasmina Praderas
  - Candidatura per la miglior produzione a Carmen Sánchez de la Vega
  - Candidatura per la miglior attrice protagonista a Marina Foïs
  - Candidatura per la miglior attrice non protagonista a Marie Colomb
  - Candidatura per il miglior attore non protagonista a Diego Anido
  - Candidatura per la miglior scenografia a Theis Schmidt
  - Candidatura per i migliori costumi a Denise Östholm
  - Candidatura per il miglior trucco e acconciature a Irene Pedrosa e Jesús Gil
  - Candidatura per i migliori effetti speciali a Óscar Abades
- 2023 - Premio Lumière[18][19]
  - Migliore co-produzione internazionale
  - Candidatura per il miglior attore a Denis Ménochet